# Сан Луис Обиспо (окръг)
Сан Луис Обиспо (на испански: San Luis Obispo) е окръг в Калифорния. Окръжният му център е град Сан Луис Обиспо.

## Население
Окръг Сан Луис Обиспо е с население от 246 681 души. (2000)

## География
Окръг Сан Луис Обиспо е с обща площ от 9364 км² (3616 мили²).

## Градове
- Аройо Гранде
- Гроувър Бийч
- Моро Бей
- Пасо Роблес
- Пизмо Бийч
- Сан Луис Обиспо

## Други населени места
- Авила Бийч
- Камбрия
- Калифорния Вали
- Сан Мигел
- Санта Маргарита
- Темпълтън
- Хармъни